# Leirdalsöxl
Leirdalsöxl är ett berg i republiken Island. Det ligger i regionen Norðurland eystra, 270 km nordost om huvudstaden Reykjavík. Toppen på Leirdalsöxl är 1 054 meter över havet, eller 55 meter över den omgivande terrängen. Bredden vid basen är 1,1 km.
Trakten runt Leirdalsöxl är nära nog obefolkad, med mindre än två invånare per kvadratkilometer. Närmaste större samhälle är Grenivík, nära Leirdalsöxl. Trakten runt Leirdalsöxl består i huvudsak av gräsmarker.